# Калмаккырган (река)
Калмаккырган (Билеуты; каз. Қалмаққырылған) — река в Казахстане, протекает по Улытаускому району Улытауской области. Относится к бассейну озера-солончака Шубартениз.

## Название
«Қалмақ қырылған» переводится как «место гибели калмыков». Таким образом, топоним напоминает произошедшем рядом с рекой в конце 1720-х годов Булантинском сражении казахско-джунгарской войны, завершившемся победой казахов. До этого река носила название Билеуты. По поводу происхождения этого топонима мнения историков расходятся.

## География
Река Калмаккырган образуется слиянием рек Шолаксай (правая составляющая) и Белеуитты (левая составляющая) к юго-западу от горы Жыландытобе. Течёт на запад, затем поворачивает на северо-запад и теряется к югу от озера-солончака Шубартениз.
Длина реки вместе с крупнейшим из истоков составляет 325 км, площадь водосбора — 10,1 тысяч км². Среднегодовой расход воды 1,05 м³/с.